# قائمة أعمال زها حديد

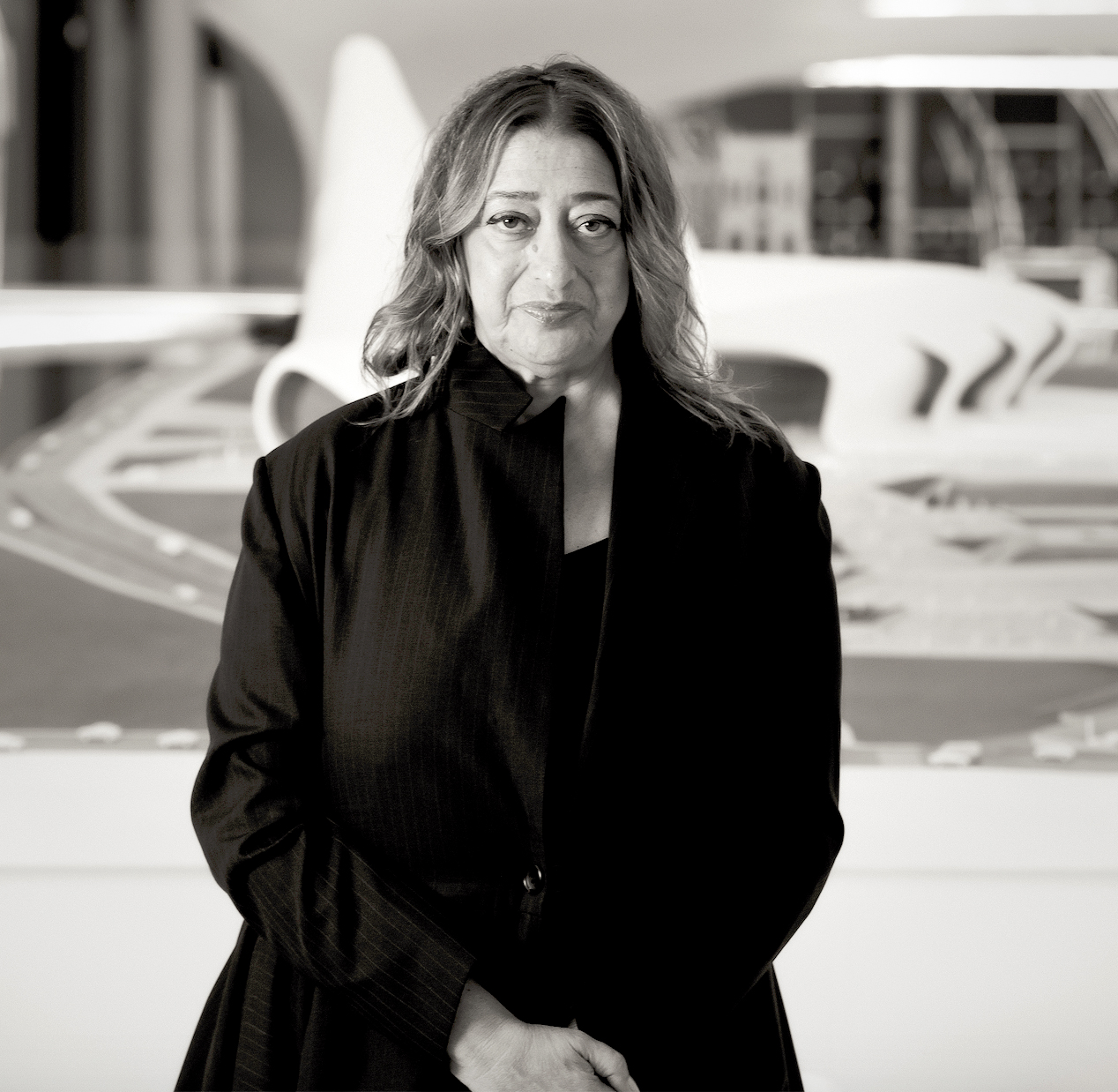
زها حديد في سنة 2013 بمطار حيدر علييف.

زُها حديد معمارية عراقية، وُلدت في بغداد 31 في تشرين الأول/أكتوبر 1950. لأسرة موصلية الأصل، التزمت حديد بالمدرسة التفكيكية التي تهتم بالنمط والأسلوب الحديث في التصميم، ونفذت 950 مشروعًا في 44 دولة. وتميزت أعمالها بالخيال، حيثُ إنها تضع تصميماتها في خُطوط حرة سائبة لا تحددها خُطوط أفقية أو رأسية. كما تميزت أيضًا بالمتانة، حيث كانت تستخدم الحديد في تصاميمها. نالت العديد من الجوائز الرفيعة والميداليات والألقاب الشرفية في فنون العمارة، وكانت من أوائل النساء اللواتي حصلن على جائزة بريتزكر في الهندسة المعمارية عام 2004، وهي تعادل في قيمتها جائزة نوبل في الهندسة؛ وجائزة ستيرلينج في مناسبتين؛ وحازت على وسام الإمبراطورية البريطانية والوسام الإمبراطوري الياباني في عام 2012. وحازت على الميدالية الذهبية الملكية ضمن جائزة ريبا للفنون الهندسية عام 2016، لتصبح أول امرأة تحظى بها. وقد وصفَت بأنها أقوى مُهندسة في العالم. لم تلقَ بعض تصاميمها اهتمامًا لدى مجلس النواب العراقي فرفضوا عدة تصاميم قدمتها بدون مقابل. وتُوفيت في 31 آذار/مارس عام 2016 عن عُمر ناهز ال 65 عامًا، إثر إصابتها بأزمة قلبية في إحدى مستشفيات ميامي بالولايات المتحدة.
تعرض هذه القائمة مشاريع حديد المعمارية والمدنية وتصميمات الديكورات المُنجزة وغير المُنجزة.

## المشاريع المعمارية
| صورة                | العنوان                                                 | العام         | الموقع                           | الحالة      | الوصف |
| ------------------- | ------------------------------------------------------- | ------------- | -------------------------------- | ----------- | --- |
| Malevich's Tektonik | ماليفيتش تيكتونيك                                       | 1976–1977     | لندن                             | لم يُنفذ.    | قام طلاب بالفرقة الرابعة بتصميم مشروع فندق على جسر هونجرفورد على نهر التمز. |
|                     | متحف القرن التاسع عشر                                   | 1977–1978     | لندن                             | لم يُنفذ.    | قام طلاب بالفرقة الخامسة بمدرسة التصميم التابعة لجامعة هارفارد بتنفيذ أطروحة بعنوان واحدة من أول مشاريعي الفكرية والحدسية. |
|                     | توسعة برلمان هولندا                                     | 1978–1979     | لاهاي، هولندا                    | لم يُنفذ.    | توسعة مجمع بيننهوف لسكن موظفي البرلمان. مع كل من ريم كولهاس وإليا زينخليس. |
|                     | مقر إقامة رئيس الوزراء الأيرلندي                        | 1979–1980     | فينكس بارك، دبلن                 | لم يُنفذ.    | توسعة مقر إقامة وغرفة المهام الخاصة برئيس الوزراء الإيرلندي. كان هذا التصميم يهدف إلى التحرر وإيجاد حالة من انعدام وزن من ضغوط الحياة العامة. |
|                     | قصر آتون                                                | 1981–82       | لندن                             | لم يُنفذ.    | يهدف المشروع إلى إعادة إعمار وتجديد المدينة. واستحقت حديد الميدالية الذهبية للتصميم المعماري، الهندسة المعمارية البريطانية عن هذا التصميم. |
|                     | بارك دو لوفيلت                                          | 1982–1983     | باريس                            | لم يُنفذ.    | تصميم المرافق العامة لحديقة الإسكان المخصصة للعلوم والموسيقى والتي تقع خارج وسط باريس. إلا أنه قد فاز مشروع برنارد تشومي في نهاية المطاف في المسابقة. |
|                     | ذا بيك                                                  | 1982–83       | هونغ كونغ، جبل فيكتوريا          | لم يُنفذ.    | مُقترح لإعادة تصميم ذا بيك مع منتجع أعلى جرف تتميز بالحركة السوبرماتية. فاز المشروع بالجائزة الأولى في المسابقة الدولية، ويعود ذلك جزئيًا بسبب الرسومات واللوحات المدهشة من قبل حديد، والتي قادت حديد إلى حصولها على شهرة عالمية. ولكن لم يتم تنفيذه بسبب المضاعفات المرتبطة والمصاحبة لعودة هونغ كونغ إلى الصين. |
|                     | المباني الكبرى                                          | 1985          | لندن، ميدان ترفلغار              | لم يُنفذ.    | إعادة تصميم ساحة الطرف الأغر والمباني المحيطة به مع الأبراج التي تبدو أنها تتمحور من القطع التي تخترق سطح الساحة إلى كتلة واحدة صلبة. |
|                     | محكمة ميلبوري                                           | 1985          | لندن                             | لم يُنفذ.    | إعادة تصميم طابق صغير لضم الأثاث إلى مسارات أو محاور المرونة. |
|                     | هامبورغ دوكلاندز                                        | 1986          | هامبورغ                          | لم يُنفذ.    | خطة رئيسية لتطوير منطقة الميناء، وخاصة مدينة التخزين. |
|                     | كورفورستندام 70                                         | 1986          | برلين                            | لم يُنفذ.    | مبنى للمكاتب في موقع ضيق جدا (2.7 × 16 متر). |
| صورة                | إسكان أي بي إيه                                         | 1986–1993     | برلين                            | نفذ         | تطوير مبنى الإسكان المكون من ثلاثة طوابق على شكل إسفين، مع برج معدني مُكون من ثمانية طوابق لأجل المعرض الدولي للعمارة. هذه، إضافة إلى محطة الحرائق فيترا، يُعدا من ضمن المشاريع التي أتمتها حديد بألمانيا. حديد هي واحدة من ثلاثة نساء كُلفن بتصميم مجمعات سكنية اجتماعية بجهود من المنظمات النسوية الداعمة لزيادة المساهمات النسوية في برنامج الأي بي إيه مثل منظمة المهندسين المعماريين والمخططين النسويين. |
|                     | مخطط لينزي الجديد                                       | 1986          | مانهاتن، نيويورك                 | لم يُنفذ.    | خط جديد لتخطيط المغادرين من لو كوربوزييه لمانهاتن في مخطط تصحيحي متعدد المستويات من حيث الضغط والكثافة والخطوط البيضاء والسوداء. |
|                     | آزابو جوبان                                             | 1986          | طوكيو، آزابو جوبان               | لم يُنفذ.    | تطوير تجاري على موقع ضيق في كانيون المباني العشوائية بالقرب من حي روبونجي. |
|                     | توميجايا                                                | 1986          | طوكيو، آزابو جوبان               | لم يُنفذ.    | مشروع صغير متعدد الاستخدامات متعلق بمشروع آزابو جوبان، يضم جناح الزجاج بزاوية مرتفعة تمثل أهم معالمها. |
|                     | مركز سيفيك غرب هوليوود                                  | 1987          | لوس أنجلوس، كاليفورنيا           | لم يُنفذ.    | تصميم لمركز سيفيك في الهواء الطلق، والتي تسمح بدورها للأجسام أن تطفو وتتفاعل بطريقة لا يمكن تحقيقها إلا في مساحات مفتوحة على مصراعيها. |
|                     | مركز الوحدة الرياضي                                     | 1988          | أبوظبي                           | لم يُنفذ.    | عهد إلى حديد بتصميم المركز إلا أنه لم يتم تنفيذه. |
|                     | برلين 2000                                              | 1988          | برلين                            | لم يُنفذ.    | مخطط رئيسي حضري لبرلين دون جدار برلين، تم تكليفها به قبل عام من السقوط الفعلي للجدار. |
|                     | مدينة فيكتوريا الجوية                                   | 1988          | برلين                            | لم يُنفذ.    | تصميم لإعادة تطوير موقع صليبي في كورفورستندام، يُصور بلاطة مائلة لفندق يطل على الشارع. |
| صورة                | برشلونة الجديدة                                         | 1989          | برشلونة                          | لم يُنفذ.    | مشروع لتخطيط هندسي جديد لمدينة برشلونة، اعتمادًا على محاور قطري خطة القرن ال19 للمخطط العمراني لسيردا، والذي تبدو ملتوية إلى منحرفة في شكل شظايا متشابكة. |
|                     | منتدى طوكيو                                             | 1989          | طوكيو                            | لم يُنفذ.    | تصميم لمركز ثقافي للبلدية، اعتمادًا على وعاء زجاجي خالي من الفراغات الصغيرة، والتي تبدو على هيئة تجويف كبير يأوي المبنى الثقافي وأماكن المؤتمرات. |
|                     | تطوير هافنشتراس                                         | 1990          | هامبورغ، هافنشتراب               | لم يُنفذ.    | مشروع متعدد الاستخدامات على ثغرات صفوف المنازل على ضفاف نهر إلبه، حيث يضم زاوية وألواح شبه شفافة تستند على أعمدة. |
|                     | لستر سكوير                                              | 1990          | لستر، إنجلترا                    | لم يُنفذ.    | إعادة إعمار ساحة لستر وتنميتها عبر إضافة النوافير لتزيين المشروع. |
|                     | محطة إطفاء الحريق فيترا بألمانيا                        | (1991 - 1993) | فايل آم راين                     | نفذ         | تُعد محطة فيترا فايل آم راين من الأعمال الأولى التي أنجزتها زها حديد وساهمت بشكل كبير في تحقيق شهرتها العالمية. وقد قُوبلت بانتقادات شديدة ووُصف التصميم بالقبح، حتى أنه لا يحتوي على نافذة واحدة. ويعرض تصميم المحطة أسلوبها في استخدام الإنشاءات المضلعة والمثلثة الشكل، والشق خلال الفراغ وخلق الإحساس بالحركة طوال الوقت. وقد وُصف المبنى في الوسط المعماري، كتعبير عن إنشاء كامل يُشبه مطافئ جاهزة يُمكنها أن تنفجر في أي لحظة. وقد بُنيت المحطة في الفترة من 1991 إلى 1993 بألمانيا. وتعتز حديد بتصميمها لهذه المحطة، لأنها كانت أول مبنى لها. |
|                     | مشروع دار كارديف باي للأوبرا                            | 1994          | كارديف، ويلز، المملكة المتحدة    | لم يُنفذ.    | فازت حديد بتصميم دار الأوبرا، إلا أن عدم حصولها على تمويل المشروع أدى إلى توقفه. |
|                     | مركز روزنتال للفن المعاصر                               | 1997 - 2003   | سينسيناتي (أوهايو)، أوهايو       | نفذ         | في عام 1997، فازت حديد في مسابقة لتصميم المبنى الجديد للمركز في وسط الحي التجاري بمدينة سينسيناتي في ولاية أوهايو بأمريكا. ويُعد هذا المبنى أول التصاميم التي اعتمدت الطريقة التفكيكية، حيث أن تصميم البناء بتلك الطريقة والنمط لم يكن معهودًا في ذلك الزمان، وقد لاقى انتقادًا واسع النطاق، إلا أنه في نهاية الأمر قد تم اعتماده، وقد اكتمل إنشاءه عام 2003. |
|                     | محطة قطار شتراسبورج                                     | 1998 - 2001   | شتراسبورج، ألمانيا               | نفذ         | قامت مدينة شتراسبورج بعمل خط مترو جديد يهدف إلى تشجيع الناس على ترك سياراتهم الخاصة خارج المدينة في مواقف تم تصميمها لذلك، واستخدام المترو للوصول إلى المناطق المختلفة داخل المدينة. وكان الخط رقم B، الذي يجري من الشمال إلى الجنوب جزءًا من هذه الخطة. وقد دُعيت حديد عام 1998 إلى تصميم محطة المترو وموقف يسع 800 سيارة شمال خط المترو. وقد انتهى المشروع في كانون الأول/ديسمبر 2001. وتحتوي المحطة على فراغ انتظار رئيسي ومخزن للدراجات ودورات مياه ومحال تجارية، بينما تم تقسيم موقف السيارات إلى جزئين. وقد اعتمدت الفكرة الأساسية للتصميم على تجميع مجموعة من الخطوط لتتحد في تكوين واحد، وهي عبارة عن نماذج الحركة المختلفة من السيارات والمترو والدراجات والمشاة. عمل هذا الإحساس ثلاثي الأبعاد على تحسين معالجة الفراغ، حيث أن فكرة الخطوط تستمر في خطوط الإضاءة في السقف. وبشكل عام، فإن الفكرة تعمل على خلق فراغ نشيط وجذاب. |
|                     | قاعة العقل بقبة الألفية                                 | 1998 - 2000   | لندن                             | نفذ         | منطقة أو قاعة العقل هي واحدة من أربعين قاعة العرض الفردية بقبة الألفية، التي بُنيت في لندن بمناسبة دخول الألفية الثالثة عام 2000. قامت حديد بتصميم كل العناصر الخاصة بهذه المنطقة، والتي تشرح بدورها عمل العقل البشري. ويُوحي التصميم بطريقة عمل العقل، حيث تتداخل القطاعات الإنشائية الثلاثية المستخدمة في تنفيذ المنطقة مع بعضها ثم تنفتح لكي تخلق سطحًا مستمرًا، يسمح برحلة إنسانية عبر الفراغ، ويعرض محتوى المعرض وإنشاء العرض كفكرة واحدة. وتُوضح عناصر الثلاثة الوظائف العقلية، حيث المدخلات وعملية التفكير والناتج، من خلال رؤية منظورية وبصرية ومعروضات توضيحية ونحت، وأجهزة حاسب آلي ووسائل سمعية بصرية وعناصر تفاعلية. فيتكامل المعرض مع محتواه باستخدام مواد مصنعة، حيث صُنعت الجدران والأرضية والسقف من الزجاج مع إنشاء مشهد مصنوع من الألمنيوم يشبه قرص العسل. |
|                     | تيرمينوس هوينهايم نورد بمحطة هوينهايم                   | 1988 - 2001   | هوينهيم، فرنسا                   | نفذ         | استطاعت زها عبر هذا البناء تقديم مفاهيم جديدة وأشكال خيالية لموقف السيارات هذا في مدينة هوينهيم الفرنسية. |
|                     | منصة التزحلق في إنسبروك                                 | 1999 - 2002   | إنسبروك، النمسا                  | نفذ         | في كانون الأول/ديسمبر عام 1999، فازت زها حديد بالمسابقة العالمية لمنصة التزحلق الجديدة في جبل بيرجسل في إنسبروك. وقد تم افتتاحه عام 2002. ويُعد هذا المشروع علامة مميزة في المدينة وأحد أهم المعالم السياحية المهمة بها. وهو جزء من مشروع تجديد حلبة الألومبياد، التي لم تُعد تتوافق مع المقاييس الدولية. يحتوي المبنى خليطًا من التجهيزات الرياضية العالمية ومقهى ومطعم وشرفة للرؤية. وتتحد هذه العناصر المختلفة في تكوين واحد جديد، يتمتع بانسيابية عالية ويتناغم مع طبقات الأرض التي شُيدت عليها. يمتد على ميول الأرض لأعلى قمة الجبل، وعلى طول حوالي 90 مترًا وارتفاع 50 مترًا. |
|                     | قاعة عرض في حديقة بألمانيا                              | 1999          | فايل آم راين، ألمانيا            | نفذ         | تم تصميم المشروع كفراغ عرض في مهرجان الحديقة في مدينة فايل آم راين بألمانيا عام 1999. الفراغات الرئيسية للمشروع عبارة عن قاعة عرض ومقهى، حيث تمتد عبر الممرات وتسمح بدخول أشعة الشمس وتُوفر لمن بالداخل فرصة الاتصال بالخارج عبر الجدران الزجاجية. وتخفي الحجرات الثانوية في عمق المبنى، كما أن الشرفة عبارة عن حيز مُغطى يقع جنوب المقهى. |
|                     | مركز فاينو للعلوم                                       | 2000 - 2005   | فولفسبورغ، ألمانيا               | نفذ         | هو أحد أعمال المعمارية زها حديد، ويقع في فولفسبورغ بألمانيا، وقد اكتمل بنائه في 2005. في شهر كانون الثاني/يناير عام 2000، منحت هيئة تحكيم عالمية الجائزة الأولى لزها حديد في مسابقة لتصميم مركز العلوم في فولفسبورغ بألمانيا، على أرض مساحتها 12 ألف مترًا مربعًا، وهو من أوائل المراكز العلمية في ألمانيا والذي يتصف مبناه بذلك التصميم الفريد والحديث من نوعه. هو مشروع جمع بين الكلاسيكي والتعقيد الهندسي، وفي الوقت ذاته التصميم الجريء واعتماد المواد الاصلية، حيث تم رفع المبنى برمته على أعمدة، مما جعله يسمح للمرور العام من تحته. |
| صورة                | مشروع محطة البواخر في ساليرنو                           | 2000          | ساليرنو، إيطاليا                 | نفذ         | فازت زها حديد بتصميم محطة البواخر في ساليرنو بجنوب إيطاليا عام 2000. وتُعد بمثابة تكوين بصري وتشكيلي وانتقالي بين الأرض والبحر، مثل علامة تشكيلية تذوب فيها اليابسة داخل الماء. جاء تصميم محطة البواخر بوصفه قطعة نادرة مستخرجة من البحر. تعكس علاقة ترابطية بين المدينة والماء، والذي جعلها بدوره تحفة فنية رائعة بين اليابسة والماء في رصيف الميناء التجاري للمدينة المرتبط مباشرة ببناء ساحة الحرية والواجهة البحرية. وهي تشبه المحارة في شكلها، واستخدمت في تصميمها هياكل قشرية وذات محيط ناعم كما الباخرة تمامًا بانحناءاتها وتداخلاتها. يُعد سقفها ذو أعصاب ممتدة للحماية من أشعة الشمس الشديدة. وقد نحتت الأرض كتل ناعمة وممرات مائلة. وتقود كل هذه المساحة الراكبين بوضوح عبر المبنى، وتعمل فكرة الإضاءة في مستوى آخر أيضًا. فمن الخارج، تُأثر كما لو كان منزلًا خفيفًا على الميناء. تتكون المحطة من ثلاثة عناصر متداخلة. يُوجد عدد من المقرات لإدارة المحطة في أعلاها وحولها، ومحطة للمعدات ومحطة لقوارب النزهة. |
|                     | جناح معرض سربنتين                                       | 2000          | لندن                             | نفذ مؤقتًا.  | تأسس معرض سربنتين عام 1970، وهو بناء مدرج كان ضمن الجناح الذي صممه المعماري جراي ويست ما بين عامي 1933 و1934. ويشتمل المعرض على أشهر أعمال مان راي وجان ميشال باسكيات وهنري مور وآندي وارهول ومارينا أبراموفيتش وبريجيت رايلي وجيرارد ريختر وداميان هيرست وجيف كونز. ويوجد في أرضية مدخل المعرض العمل الدائم للرسام الاسكتلندي إيان هاملتون فينلي بالتعاون مع بيتر كوتس، حيث تم تخصيصه للأميرة دياناْ، راعية المعرض السابقة. |
|                     | مبنى بي إم دبليو                                        | 2001 - 2005   | لايبزيغ، ألمانيا                 | نفذ         | هو أحد أعمال حديد المعمارية في القسم الشمالي من مدينة لايبزيغ بألمانيا، التي فازت بتصميمه عام 2001، وتمت البدء في عملية البناء عام 2003 إلى أن اكتمل بنائه في 2005. جاء تصميم المبنى على أنه يُمكن أن تزداد مساحته مستقبلًا بشكل أفقي، نظرًا لاحتوائه على فراغات بين أقسامه قابلة للإنشاء. يتكون المبنى من ثلاث أقسام مختلفة ومنفصلة عن بعضها البعض، لا يربط بينها سوى ممرات لها وظيفة معينة عند إتمام الإنشاء. وتم تصميم كل قسم ليلعب دورًا مخصصًا في عملية الإنتاج وتصنيع السيارات الخاصة بالشركة. |
|                     | المخطط الرئيسي لوان نورث                                | 2001 - 2021   | سنغافورة                         | تحت التنفيذ | وان نورث هي منطقة فرعية وحديقة أعمال تقع في كوينزتاون في سنغافورة. وتم إطلاقه رسميًا في عام 2001 من قبل نائب رئيس الوزراء السابق توني تان. وقامت حديد بعمل المخطط الرئيسي لوان نورث بالقرب من العديد من المعاهد التعليمية والبحثية مثل جامعة سنغافورة الوطنية، إنسياد، ومعهد سنغافورة للتكنولوجيا. |
|                     | توسعة متحف أوردروبجارد                                  | 2001 - 2005   | كوبنهاغن، الدنمارك               | نفذ         | تولت حديد تصميم ملحق بمتحف أوردروبجارد الدنماركي. |
|                     | مخمرة جناح توندونيا                                     | 2001 - 2006   | أرو، إسبانيا                     | نفذ         | هي واحدة من أقدم وأكثر المخمرات شهرة في لا ريوخا. |
|                     | بناء بييرسفيفس                                          | 2002 - 2012   | مونبلييه، فرنسا                  | نفذ         | أكملت حديد بناء الخرسانة والزجاج المبسط لصالح ثلاثة أقسام الحكومة في مونبلييه بفرنسا. يستوعب البناء مكتبة الوسائط المتعددة وأرشيف عام ودائرة الرياضة في الحكومة الإقليمية لهيرولت. وتم افتتاحه في 13 سبتمبر 2012. |
|                     | دار أوبرا غوانزو                                        | 2003 - 2010   | غوانزو، جمهورية الصين الشعبيه    | نفذ         | دار للأوبرا الصينية وأكبر مركز عروض فنية في جنوب الصين، تم افتتاحها في مدينة غوانزو بالصين عام 2010، لتُصبح أكبر دار أوبرا في جنوب الصين وثالث أكبر دار أوبرا في الصين بعد المركز الوطني ببكين للفنون المسرحية ومسرح شنغهاي الكبير. يمتد المشروع على مساحة 70,000 مترًا مربعًا في قلب مدينة غوانزو. وحاز تصميم حديد المسماة الحصاة المزدوجة على حق تشييد الدار، وتم وضع حجر الأساس في وقت مبكر من عام 2005. وقد بلغت الكلفة الإجمالية للمشروع 1.38 مليار يوان، أي ما ما يقارب 200 مليون دولار أمريكي. |
| صورة                | محطة السكك الحديدية نابولي أفراغولا                     | 2003 - 2012   | نابولي، إيطاليا                  | نُفذ.        | تقع المحطة في مدينة أفراغولا بمقاطعة نابولي، وقد تم تصميمها ليتم استخدامها من قبل جميع القطارات فائقة السرعة في خط روما- نابولي عالي السرعة، والتي لا تبدأ أو تنتهي في محطة نابولي المركزية، ولكن بدلًا منه سوف تتحول إلى خط نابولي- ساليرنو فائق السرعة. |
| صورة                | مركز الفنون الحديثة بروما ماكسي                         | 2003 - 2009   | روما، إيطاليا                    | نفذ         | هو أول متحف وطني للفن المعاصر في إيطاليا. تم استلهامه من خطوط وتراث المدينة ليتوأم مع أجواء العاصمة. وقد تم تخصيص موقع حضري كبير لإقامة المبنى عليه في مقاطعة فلامينيا على الحافة الشمالية لمركز روما التاريخي. وتطلب تنفيذ مشروع المبنى الضخم، حوالي 21 ألف مترًا مربعًا، أكثر من ست سنوات من العمل المتواصل حتى تم إنجازه. وتم افتتاحه بروما في نهاية عام 2009. وحازت حديد جائزة ستيرلينغ عام 2010. ينقسم المركز من الخارج إلى قسمين رئيسين، متباعدين عن بعضهما، إلا أنها يلتقيان في خط تماس بينهما. أما في الداخل، فهناك تفرعات عديدة فيه حيث لا مكان للتناسق بين القاعات والسلالم. |
|                     | متحف ريفرسايد                                           | 2004 - 2011   | غلاسكو، اسكتلندا                 | نفذ         | هو أحد أكثر المباني الثقافية الحديثة الذي صممته حديد، وافُتتح رسميًا في 20 حزيران/يونيو 2011، وقد حل المتحف بدلًا من متحف غلاسكو للمواصلات، الذي انتقل إلى مدينة كليفن هول. يطل المتحف على نهر كلايد بواجهته المصقولة التي ترتفع 36 مترًا، وبسقفه المتعرج المكسو بالزنك. هيكل المبنى من الفولاذ الصلب، وبُني على موقع حوض قديم لصناعة السفن وبنائها. ويتميز بمساحة واسعة للعرض مقدارها سبعة آلاف مترًا مربعًا، خالية من الأعمدة الداعمة. وقد تكلف بناءه 106 مليون دولار. وأُعلن في 18 أيار/مايو 2013 عن فوز المتحف بجائزة المتحف الأوروبي للعام ذاته. |
|                     | محطة قطار نوردبارك بالنمسا                              | 2004 - 2007   | إنسبروك، النمسا                  | نفذ         | محطة قطار نوردبارك من تصميم حديد وتم افتتاحها عام 2007 في إنسبروك بالنمسا. يبلغ طوله 1.8 كيلو متر. |
|                     | ساحة إليفثيريا                                          | 2005 -        | نيقوسيا، قبرص                    | موقوف.      | أُعلن عن مسابقة لتطوير ساحة إليفثيريا عام 2005، حيث فازت بها حديد، والذي بدوره لاقى بعض الانتقادات. في شباط/فبراير 2012، تم إغلاق الساحة أمام العامة لبدء في المرحلة الأولى لبناء الميدان الجديد. |
|                     | برج سي إم أيه-سي جي إم                                  | 2005 - 2010   | مارسيليا، فرنسا                  | نفذ         | اختارت سي إم أيه-سي جي إم، أكبر شركة سفن في فرنسا التصميم الذي قدمته حديد في 2005، ليكون مقرها في مرسيليا جنوب فرنسا. ويبلغ طول هذا البرج 110 مترًا. وقامت حديد بصنع البرج من الزجاج والأسمنت والفولاذ، حيث تلتقي ألواح الزجاج على هيئة قوسين يشكلان العنصر الهندسي. ويتألف من 25 طابقًا لاستيعاب مجمل موظفي الشركة، إضافة إلى مركز للتدريب وقاعات للرياضة بالإضافة إلى مطعم في الطابق الأعلى. |
|                     | مركز حيدر علييف                                         | 2006 - 2013   | باكو، أذربيجان                   | نفذ         | هو أحد المراكز الثقافية المشهورة عالميًا، وقد قامت بتصميمه المعمارية زها حديد، ويقع في باكو بأذربيجان. وقد تم افتتاحه عام 2013 بعد أن دامت أعمال التشييد والبناء حوالي سبع سنوات. وقد عمل المركز على تغيير أنماط ومفاهيم التصاميم العمرانية في أذربيجان. أسلوب مركز حيدر علييف الثقافي مختلف بشكل كامل عن باقي الأبنية المحيطة به والموجودة في المدينة. وأبرزت حديد عبر تصميمها انحناءات شبيهة إلى حد ما بأمواج البحر العالية، والتي تأتي بشكل متتالي لتعطي انسيابية مذهلة ابتداءًا من الساحة خارج البناء، وانتهاءًا بسقف البناء الذي يلتقي مع أرضه في نقطة محددة؛ فهو لا يحتوي على أبواب أو أسوار، بل هو مجرد امتداد للبيئة من حوله، بوصفه كومة رمل على الشاطئ تجرفها الأمواج بكل انسيابية. ويُعطي صورة حضارية للدولة خاصة أنه يحمل اسم رئيس أذربيجان السابق حيدر علييف، حيث أراد ابنه إلهام علييف، رئيس أذربيجان الحالي، بناء صرح تذكاري لتخليد والده الذي سبقه في الحكم. تبلغ المساحة الكلية للمركز حوالي 100 ألف مترًا مربعًا، ويحوي على موقف ضخم للسيارات مكون من أربع طوابق، بالإضافة إلى إشرافه على مناطق طبيعية مميزة، يسندل على أحد جدرانه الخارجية شلال صناعي ليعطي نوعًا من السكينة للزائرين. ويوجد بداخله مجموعة من المسابح ومركز للمؤتمرات ومكتبة كبيرة، حيث تتداخل جميعها ضمن فضاء داخلي مفتوح النطاق ولا يعترض طريقها شيء.                            |
|                     | معهد عصام فارس للسياسات العامة والشؤون الدولية          | 2006- 2014    | بيروت، لبنان                     | نفذ         | في 29 أيار/مايو 2014، دشن معهد عصام فارس للسياسات العامة والشؤون الدولية في الجامعة الأميركية في بيروت مقره الجديد الدائم، في مبنى من تصميم زها حديد. وقد بُني المقر الجديد بمنحة من نائب رئيس مجلس الوزراء اللبناني السابق عصام فارس. يقع المبنى على مساحة 3000 مترًا مربعًا يمثّل طموحات الجامعة الأميركية في بيروت للقرن الواحد والعشرين. |
|                     | مركز ماغي بمستشفى فيكتوريا                              | 2006          | كيركالدي، إسكتلندا               | نفذ         | تم تصميم مركز ماغي لمرضى السرطان بمستشفى فيكتوريا في كيركالدي بإسكتلندا. |
|                     | برج سزيرفيتا سكوير                                      | 2006          | بودابست، المجر                   | لم يُنفذ.    | تصميم بناء تاريخي للمعمارية العراقية زها حديد عام 2006 في وسط المدينة التاريخي في بودابست بالمجر. وكان المبنى متعدد الاستخدامات سيحل محل موقف السيارات إبان الحقبة الشيوعية. وكان من المقرر أن يحتوي على محلات تجارية ومطاعم ومكاتب وملهى ليلي. إلا أن المشروع في نهاية الأمر لم يُكتب له النجاح، ولم تقم بتنفيذه. |
|                     | المخطط الرئيسي لتجديد الواجهة البحرية لكارتال-بنديك     | 2006          | إسطنبول، تركيا                   | لم يُنفذ.    | فاز مقترح المخطط الرئيسي لتجديد الواجهة البحرية لكارتال-بنديك بمسابقة عام 2006 عبر ربط الطرق الرئيسية الخارجة من كارتال بنديك في الغرب وفي. وكارتال-بنديك هو مركز حضري جديد يهدف إلى الرفع من قيمة مدينة إسطنبول مع إعادة تطوير منطقة صناعية مهجورة. |
|                     | متحف الفن إيلي وإيديثي                                  | 2007 - 2012   | ميشيغان                          | نفذ         | هو متحف للفن المعاصر في جامعة ولاية ميشيغان في إيست لانسينج بميشيغان. وقد تم افتتاحه في 10 تشرين الثاني/نوفمبر 2012. |
|                     | أكاديمية إيفلين غريس                                    | 2006 - 2010   | بريكستون، لندن، المملكة المتحدة  | نفذ         | حازت حديد على جائزة ستيرلينغ البريطانية عام 2011 عن تصميمها لهذه الأكاديمية. وفاز التصميم بالجائزة نظرًا للجرأة التي انتهجتها في حل مشكلة صعبة؛ وهي كيف يمكن بناء أربعة مدارس معًا على مساحة صغيرة تحت مظلة الأكاديمية، حيث تبلغ مساحة الأكاديمية 1.4 هكتار بينما يكون معدل مساحة مثل تلك المدارس 8 هكتارات. وقد اختار فريق حديد إنفاق الأموال المخصصة للتصميم على مباني الفصول الدراسية والممرات المضاءة، إضافة إلى مضمار للركض وساحة لعب وحديقة للأزهار البرية. |
|                     | دونج دايمون ديزاين بلازا                                | 2007 - 2013   | سول، كوريا الجنوبية              | نفذ         | هو مركز ثقافي في سول بكوريا الجنوبية، وقد صممته شركة زها حديد للتصميم المعماري. ويُعد أكبر مبنى ثلاثي الأبعاد في العالم. |
|                     | جسر الشيخ زايد                                          | 2007 - 2010   | أبوظبي، الإمارات العربية المتحدة | نفذ         | في عام 1967، تم بناء جسر من الحديد لربط مدينة أبوظبي، المقامة على جزيرة، باليابسة؛ وفي السبعينات تم بناء الجسر الثاني لربط الجزء الجنوبي من الجزيرة. ويرجع بناء كل من الجسرين إلى اعتماد مجتمع الإمارات، بشكل كبير، على استخدام السيارة، والذي يتطلب بدوره طريقًا جديدًا حول شاطئ الخليج الجنوبي لربط الإمارات بعضها ببعض. وفي 1997، فازت زها حديد في مسابقة تصميم لجسر الشيخ زايد، وهو جسر قوسي. وسُمي نسبة إلى مؤسس البلاد زايد بن سلطان آل نهيان. وتبدو الفكرة التصميمية للجسر في تجميع مجموعة من جدائل الإنشاء في شاطئ واحد، وهي ترتفع وتندفع فوق القناة. والجسر عبارة عن منحنى يُشبه شكل الموجة. ويرتفع العقد الأساسي للجسر حوالي 60 مترًا فوق مستوى الماء ويصل إلى 20 مترًا في النهاية، ويبلغ طوله 842 مترًا. وتُعد اليابسة بمثابة منصة الانطلاق لإنشاء الجسر. وظهر الطريق معلق بشكل كابولي في كل جانب من الإنشاء الأساسي له. وترتفع عقود من الحديد من أعمدة خرسانية بشكل غير متماثل في اتجاه طول الطريق بين ظهر الطريق في اتجاه اليابسة وقنوات الملاحة، وينزلق العمود الفقري للطريق وينزاح من الشاطئ خلال موقع الفراغ المركزي. |
|                     | مركز الألعاب المائية (لندن)                             | 2008 - 2011   | لندن، بريطانيا                   | نفذ         | هو أحد أعمال حديد المعمارية، يقع في المتنزه الأولمبي في لندن. بدأ بناءه في عام 2008، وتم الانتهاء منه في 2011. يُعبر هذا المبنى عن حركة الماء بشكل مدهش، حيث يبدو أن التكوين بأكمله عبارة عن قطرة ماء في حالة حركة دائمة، كما أنه يصنع فضاءات تُشبه بيئة النهر. صُمم المبنى حتى يُلبي احتياجات دورة الألعاب الأوليمبية بلندن 2012 بحيث يسع 17500 متفرجًا. كما تم وضع أحواض السباحة الثلاثة على محور واحد، بحيث وضع حوض السباحة الخاص بالتدريب تحت جسر، فيما تُركت الأحواض الأخرى ضمن التغطية الأساسية للمبنى. |
|                     | الجسر الجناح                                            | 2008          | سرقسطة، إسبانيا                  | نفذ         | هو جسر يقع في مدينة سرقسطة في منطقة أراغون في إسبانيا، حيث يُعد ثالث جسر يقطع نهر أبرة في مدينة سرقسطة من الغرب إلى الشرق. تم إنشاءه عام 2008 من قبل حديد في إطار التحضير لإكسبو 2008 المختص. يبلغ طوله 260 مترًا، وارتفاعه يبلغ في أقصاه 30 مترًا، ويصل أحيانا إلى 15 متر، فيما يبلغ عرضه 30 مترًا في بعض الأقسام و8 أمتار في أقسام أخرى. |
| صورة                | متحف غوغنهايم والإرميتاج                                | 2009 - 2013   | فيلنيوس، ليتوانيا                | نفذ         | مشروع مشترك بين الحكومة الليتوانية ومتحف الإرميتاج الشهير في روسيا ومتحف غوغنهايم في أمريكا تحت اسم غوغنايهم والإرميتاج، وتم الإعلان عن افتتاحه عام 2013. ولهذا المتحف عدة مراكز في العديد من دول العالم مثل الولايات المتحدة الأمريكية، وتحديدًا في نيويورك لفرانك لويد، وكذلك في إسبانيا لفرانك جيري. كما أنه له فروع أخرى في برلين وفينيسا وأبو ظبي بالاسم نفسه. ترتبط جميع تلك المتاحف بصفة مشتركة واحدة، ألا وهي أنها صممت جميعها من مهندسين يعتمدون الأسلوب التفكيكي الحديث غير الملتزم بشكل هندسي محدد. |
|                     | برج الابتكار (2009 - 2014)                              | 2009 - 2014   | هونغ كونغ، الصين                 | نفذ         | هو أحد الأعمال المعمارية لحديد في هونغ كونغ. تم البدء في بناءه في 2009 إلى أن اكتمل بنائه في أواخر 2013. يقع المبنى في كلية التصميم بحرم جامعة هونغ كونغ التقنية على موقع ضيق وغير منظم الشكل في الطرف الجنوبي الشرقي من حرم الجامعة. البرج هو عبارة عن طبقات من الزجاج، حيث يُخالف النموذج الكلاسيكي لأشكال الأبراج. جاء التصميم على هيئة كتلتين ملتصقتين كتوأم سيامي ذي فراغات داخلية ناعمة ومنحنية، يندمج فيه حد السقف مع الأرضيات والجدران وتتناثر فيه الساحات والبهوات. ويضم المبنى كافة فعاليات الكلية في كتلته الموحدة بما فيها استوديوهات التصميم والمختبرات وورش العمل وفراغات السمينارات والمحاضرات إلى جانب الصفوف والمعارض على كامل مساحته ذات الخمسة عشر طابقًا وطول 76 مترًا، حيث يستوعب 1800 طالب وموظف. |
|                     | معرض سربنتين ساكلر                                      | 2009 - 2013   | لندن، بريطانيا                   | نفذ         | هو ملحق تم تصميمه من قبل المعمارية حديد عام 2013 وتم السماح للجمهور بدخوله. وهو عبارة عن بناء مدرج مُدرج محل مخزن البارود السابق، الذي تم بناءه عام 1805. يقع على بعد خمسة دقائق سيرًا على الأقدام من معرض سربنتين عبر عبور الجسر أعلى بحيرة سربنتين. وهو يتألف من 900 متر مربع من مساحة المعرض ومطعم ومتجر وفضاء اجتماعي. |
| صورة                | جناح برنهام                                             | 2009          | شيكاغو                           | نفذ         | كان منحوتة عامة مؤقتة، تم تصميمها من قبل حديد في 2009 في الحديقة الألفية بلوب شيكاغو في إلينوي، كنوعًا من مخطط احتفالات برنهام. |
| صورة                | قاعة بيتهوفن للموسيقى                                   | 2009          | ألمانيا                          | قيد التنفيذ | احتل تصميم حديد المرتبة الأولى في قائمة التصاميم المرشحة لبناء دار أوبرا بيتهوفن في العاصمة الألمانية السابقة بون. وقد تم اختيار التصميم، الذي وُصف بلؤلؤة الراين من قبل الصحافة الألمانية، في مقدمة أربعة تصاميم كان قد تم تقديمها. واشترطت اللجنة على المعماريين تصميم الدار لكي تربط المدينة بنهر الراين مع مدخل يصل إلى النهر ويسمح بنقل الضيوف عبر النهر بواسطة العبارات أيضًا. كما أطلقت اللجنة على المشروع اسم «الدار الخضراء» تعبيرا عن رغبتها ببناء دار رئيفة بالبيئة، لا تستهلك الكثير من الطاقة ولا تلوث الجو بغاز ثاني أوكسيد الكربون. ويُفترض أن تحل دار الأوبرا الجديدة، مع قاعة سيمفونية، محل دار بيتهوفن القديمة على الراين. وتم بناء الدار القديمة قبل أكثر من 50 سنة في مدينة بون التي شهدت ولادة الموسيقار. |
|                     | مبنى سوهو جالاكسي                                       | 2009 - 2012   | بكين، الصين                      | نفذ         | هو مبنى ضخم أبيض الواجهة، يصل طوله إلى ما يقرب من مائتي قدم وحجمه إلى 538,000 قدم مربع، تم افتتاحه في 2012. واجه المبنى انتقادات حادة بسبب غلاء سعره، وقلة اهتمام المستثمرين به، وقد قيل عنه أن شركة سوهو التجارية تنتظر بيع المبنى التجاري بمجرد حصولها على سعر جيد يغطي بعض من خسارتها. وقد تم انتقاد فراغات المكاتب بأنها غير قابلة للتعديل ومظلمة جدًا. كما أن موقع المبنى وإطلاله على الطريق الدائري الثاني، من أكثر مناطق بكين تلوثًا، أدى إلى زيادة ذلك لتطلبه إضاءة عالية، إضافة إلى نسبة الزجاج الكبيرة على واجهته مع فراغه المستمر من المستخدمين مما يزيد من كمية الإشعاع الصادر منه على المحيط الخاص به. |
| صورة                | جي.إس باج صالة غرفة الموسيقى                            | 2009          | مانشستر، المملكة المتحدة         | نفذ         | تم تصميم المشروع لأجل مهرجان مانشستر الدولي. |
| صورة                | القاهرة إكسبو سيتي                                      | 2009          | القاهرة                          | قيد التنفيذ | نجحت زها حديد بالتعاون مع شركة الاستشارات الهندسية بورو هابولد اللندنية في الفوز بالمسابقة المخصصة لتصميم القاهرة إكسبو سيتي. وكان تصميم مشروع القاهرة إكسبو سيتي، والذي يقع على مساحة 450 ألف مترًا مربعًا، يهدف إلى تأسيس مركز دولي للمعارض ومجمع للمؤتمرات وفندق لرجال الأعمال، يصل إلى حوالي 33 طابقًا، يصل إلى حوالي 33 طابقًا ومركزًا للتسوق. ويقع المشروع بين وسط القاهرة ومطار القاهرة الدولي، وقد بدأ العمل في المشروع منذ عام 2009، إلا أن مواعيد الانتهاء من المشاريع العمرانية كانت قد اختلت بسبب ظروف ثورة يناير 2011 وما تلاها من اضطرابات في مصر. |
| صورة                | مسجد الأفنيوز                                           | 2010          | الكويت                           | قيد التنفيذ | كلفت حكومة الكويت زها حديد بتصميم مسجد الأفنيوز ليكون جزءًا من مجمع الأفنيوز التجاري ذي التصميم الحديث، حيث سيدخل ضمن المرحلة الثالثة، والذي من شأنه أن يجعل من الكويت وجهة تسويقية جديدة على مستوى المنطقة والعالم. ويُعد مثالًا للعمارة العبثية والتجريبية ومن أجرأ تصميمات المساجد المعاصرة في العالم الإسلامي. |
| صورة                | دار الملك عبد الله للثقافة والفنون في الأردن            | 2010          | عمان، الأردن                     | قيد التنفيذ | يُعد دار الملك عبد الله للثقافة والفنون في منطقة رأس العين بالعاصمة الأردنية عمان مُلتقى من أجل الارتقاء بالمشهد الفني والثقافي في المملكة وإعادة إحياء المناطق القديمة في العاصمة. ويُعتبر الدار مركز إشعاع تثقيفي وتنويري، ليس فقط على المستوى المحلي، بل على العربي والعالمي، وذلك لما سيحتضنه من فعاليات موسيقية وأدائية ومحاضرات وندوات وأمسيات شعرية، وغيرها من دروب الثقافة والفن والإبداع التي ما زالت في حاجة إلى حاضنة كبرى تنميها وتحتضن ما ينبت فيها من مواهب جديدة. وصُمم المبنى لاستيعاب جميع أنواع الفنون الأدائية والاستعراضية، من مرافق وباحات واسعة للحفلات الموسيقية، وعروض المسرح والفنون الشعبية، وعروض الأوبرا التي ستقدمها مجموعات محلية وعالمية. ومن المُرجح أن يضم الدار مسرحين: الأول يتسع لألف وستمائة شخص، والثاني يتسع لربعمائة شخص، وستكون المسارح مدعمة بأنظمة صوتية متطورة، وتقنيات عالية، ومناطق للتدريب، ومرافق عامة. بالإضافة إلى مسرح للعروض التجريبية، وصالات التدريب على الرقص والفنون الأدائية والتمثيل المسرحي، ومقهى كبير، وصالات لاستقبال كبار الزوار، ومكتبة. أما من الخارج، فأرادت حديد إعطاء بريق مميز للمبنى من خلال التفريغ الذي يمتد بارتفاع المبنى ليظهر الأجزاء الداخلية منه، وليُضفي شعورًا بالديناميكية على شكل المبنى من الخارج. إلا أنه لم يتم تحديد جدول زمني بعد للبدء في تنفيذ هذا المشروع أو الانتهاء منه. |
|                     | برج زها حديد (بغداد)                                    | 2012          | العراق                           | قيد التنفيذ | تعاقد البنك المركزي العراقي مع حديد في نهاية كانون الثاني/يناير عام 2012 لتصميم بناء البنك المركزي العراقي الجديدة بحضور ممثلي السفارة العراقية في لندن. وسيتم تشييد البناء الجديد على ضفاف دجلة بعد أن أكمل مكتب زها حديد دراسة متطلبات المشروع، حيث يُمثل رمزًا لدور البنك في التنمية الاقتصادية بالعراق وانعكاسا للعزم على إعادة إعمار البلاد. وبدورها، أعربت حديد عن تأثرها الشديد جراء الأمر، عندما طُلب منها إعداد التصميم الجديد للبنك المركزي العراقي. وأضافت أنها وُلدت في العراق، ولا زالت تشعر بالقرب من موطنها، وأنه يشرفها أن يكون العمل في العراق على تصميم مبنى ذو أهمية وطنية بهذا المستوى. |
|                     | المركز التعليمي في النمسا                               | 2012          | فيينا، النمسا                    | قيد التنفيذ | فازت حديد بتصميم مكتبة ومركز تعليمي في حرم جامعة التجارة والاقتصاد في فيينا بالنمسا ككتلة مضلعة تم استلهام شكل داخلها من خطوط خارجها المحددة للطوابق المختلفة. وتنفصل الخطوط الخارجية للمبنى أثناء دخولها المبنى لتصبح منحنية وانسيابية، مما يُولد فراغًا داخليًا حر الشكل، يخدم كساحة عامة أساسية للمركز كما تُولد ممرات وجسور تضمن سلاسة الانتقال بين المستويات المختلفة. يقع التصميم على مساحة 28000 مترًا مربعًا في منتصف الجامعة. يتألف المسقط من ثلاثة حجوم أساسية حول الفراغ المركزي والممرات. حيث تضم الكتلة الأساسية المنطقة الخدمية بما فيها مركز التعلم والمكتبة الاقتصادية، بينما تُوجد خدمات الطلاب وإدارة المكتبة في الكتلتين الأصغر. وهو يحوي بداخله على مكتبة وفصول تعليمية ومكاتب إدارية ومتجرًا لبيع الكتب ومطعم ومركزًا للمؤتمرات وكافتيريا ومختبرًا لغويًا وقاعة للاجتماع وقاعة لعقد الأحداث، وتم الانتهاء منه في العام 2012. |
| صورة                | تصميم مجموعة من اليخوت الفاخرة                          | 2013          | هامبورغ، ألمانيا                 | قيد التنفيذ | في عام 2013، أعلنت زها حديد عن مشروعها الجديد لإنشاء 5 يخوت فاخرة بالتعاون مع شركات بناء السفن في هامبورغ. وقدمت حديد الفكرة من خلال شركة يونيك سيركل، المتخصصة لتصميم اليخوت في تعاون حصري مع شركة بلوم فوس، الخبراء في صناعة اليخوت والهندسة المعمارية البحرية. حيث ستكون اليخوت الصغيرة بطول 90 مترًا، وهي تُمثل مجموعة مكملة ومستوحاة من يخت كبير بطول 128 مترًا، تم عرض تصميمه في معرض دافيد جيل بلندن. وتستخدم حديد فلسفة التصميم الأصلي وتضيف المعالم الفنية التي يتطلبها يخت فعلي يجوب المحيطات. يأتي تصميم هذه اليخوت عبارة عن دعامات متشابكة استوحت شكلها من التكوينات البحرية الطبيعية والتصميم الديناميكي السائل. وسيتم تصنيع اليخوت كلها من هياكل متينة تدعم التصميم. ويُمثل سطح اليخت شبكة عظمية تختلف في السماكة وتربط أرجاء اليخت في شكل غير عادي ويمثل دعمًا لكافة طوابق اليخت. وبينما يعتمد التصميم التقليدي لليخوت على نظام محدد للطوابق، قامت حديد بدورها بربط الطوابق عن طريق منافذ ومنحدرات داخلية تعبر أرجاء اليخت. |
| صورة                | مبنى مركز دراسات الشرق الأوسط بجامعة أوكسفورد ببريطانيا | 2013 - 2015   | أكسفورد، إنجلترا                 | نفذ         | صممت حديد مبنى مركز دراسات الشرق الأوسط بجامعة أوكسفورد ببريطانيا، جسر منحن خاص بمركز الشرق الأوسط التابع لكلية سان أنطوني، الذي افُتتح في أيار/مايو 2015 في حضور موزا بنت ناصر المسند. وتربط المنشأة الهندسية التي تبلغ مساحتها 1127 مترًا مربعًا بين مقرين قائمين بالفعل يرجعان للعصر الفيكتوري، مع مركزًا وثائقيًا ومكتبة وقاعة محاضرات تتسع لنحو 120 مقعدًا. وجاءت تكلفة البناء النهائية ب11 مليون جنيه إسترليني، حيث تبرع به رجل الأعمال العراقي نمير قيردار. |
| صورة                | المبنى العائم بدبي                                      | 2013 - 2016   | دبي، الإمارات العربية المتحدة    | قيد التنفيذ | يُعد المبنى أيقونة معمارية مميزة في الشرق الأوسط والعالم. تم تصميمه على أحدث الطرز العالمية ليكون بمثابة سيتى سكيب الشرق الأوسط. يتكون هذا البرج من مكعب به فراغًا كبيرًا في الوسط، وهو مقسم إلى هيكلين مرتبطين، بارتفاع 21 طابق، بقاعدة مخفية تجعله يبدو وكأنه يطفوا فوق سطح الأرض. يبدو ليلًا بشكل مختلف عن نهاره، حيث يبدو في النهار على شكل مكعب كامل لامع بانعكاس أشعة الشمس عليه، ويبدو في الليل به أضواء تملأ الفراغات، حيث تمتص واجهتها الزجاجية الضوء وتتألق بإضاءة صناعية رائعة. يحتوى هذا البرج أيضًا على مشاريع أخرى داخله كبعض الفنادق المعدة كذلك على الطراز الحديث، إضافة إلى مجموعة مطاعم عالمية إلى جانب العلامات التجارية الشهيرة على مساحة 250 ألف قدم مربع. ومن المتوقع أن يتم الانتهاء من هذا المشروع بعام 2016. |
| صورة                | مركز تشانغشا ميكسيهو العالمي للفنون والثقافة            | 2013          | الصين                            | قيد التنفيذ | هو مركز فنون وثقافة في الصين، يتسع ل1800 مقعدًا. يقع المركز على مساحة 115,000 مترًا مربعًا، وقد تم تصميمه على شكل تموجات فريدة منفصلة تليق بصرح للثقافة والفنون. يتكون المتحف من مسرح ضخم ومتحف للفن المعاصر وقاعة متعددة الاستخدامات في مباني منفصلة ومتجاورة لتمنح الزائرين القادمين من كل مكان تجربة ثقافية قوية تسمح لهم بالالتقاء والتبادل الثقافي بمختلف أسباب قدومهم. كما يتميز المبنى بإطلالة ساحرة على بحيرة ميكسي مع مدخل لجزيرة فيستيفال. |
|                     | دار دبي للأوبرا                                         | 2013 - 2016   | دبي                              | قيد التنفيذ | هو أحد أعمال المعمارية لحديد في دبي، الذي يُمثل المحور الرئيسي لمشروع منطقة دار الأوبرا في وسط دبي. تم إنشاء هذه الدار وسط جزيرة في مياه خور دبي، جانب برج خليفة، بمساحة تبلغ أكثر من ثلاثة ملايين قدم، مربع وتتسع لنحو 2500 شخص بالإضافة إلى الموظفين من إداريين وغيرهم. وتضم منشآت حديثة تشتمل على مكتبتين ثقافية وموسيقية، ومدرسة موسيقية ومسرحين من الداخل والخارج في الهواء الطلق، وقاعات للفنون والاستقبال والعرض والكواليس، إلى جانب صالات للباليه والحفلات الموسيقية العالمية والفولكلورية الشعبية وميناء بحري ليخوت الزوار وفندق فخم ومرافق خدمية وترفيهية، إلى جانب المتحف الشامل ومتحف الفنون، حسب ما أوردت وكالة أنباء الإمارات. |
| صورة                | محطة مترو الرياض                                        | 2013 - 2017   | الرياض، السعودية                 | قيد التنفيذ | تم وضع حجر الأساس لإنشاء محطة مترو مدينة الرياض بالمركز المالي بالمملكة العربية السعودية عام 2013، على مساحة تتجاوز 20 ألف متر مربع، لتكون بذلك نقطة تبادل رئيسية على شبكة الخط الأول، فضلًا عن الخط الرابع المخصص للركاب المتجهين إلى المطار، والخط السادس من مترو الرياض الجديد، كما سيتم ربط القطار الآلي المحلي للمركز بالمحطة عن طريق جسر عالٍ. ويهدف المشروع برمته إلى جعل المحطة بمثابة نقطة محورية في مدينة الرياض لتعمل على تخفيف الازدحام المروري بشكل كبير. |
|                     | المسرح الكبير بالمغرب                                   | 2014          | الرباط، المغرب                   | قيد التنفيذ | يهدف المشروع إلى جعل المدينة واحدة من كبريات العواصم الثقافية العالمية، حيث سيضاهي منشئات هذه العواصم من حيث الحجم والمرافق والنمط المعماري. اشتمل تصميم المسرح الكبير على قاعة كبرى للعروض تتسع لـ2,050 شخصًا، يشتمل على خدمات سمعية بصرية متطورة، إلى جانب مسرح صغير يتسع لـ520 شخص، وسيضم المشروع كذلك مدرجًا خارجيًا يتسع لـ7,000 شخصًا لاستقبال مختلف التظاهرات الموسيقية والفنية علاوة على مرافق أخرى متنوعة. يبدأ تنفيذ المشروع بتكلفة تقارب الـ100 مليون يورو، حوالي 1.35 مليار درهمًا مغربيًا. وقد تم تخصيص مساحة 47,000 مترًا مربعًا في الرباط على ضفاف نهر أبي الرقراق لتنفيذ هذا المشروع، مع مساحات خضراء مزروعة بالحشائش على مساحة 27,000 متر مربع. ويستلزم تنفيذ المشروع خمسة وستين شهرًا، بناء على العقد المبرم بين وكالة تهيئة نهر أبو رقراق ومكتب زها حديد، الذي تقاضى 10 ملايين يورو مقابل التصميم ومتابعة البناء. وسيتم تمويل هذا البناء من خلال الميزانية العامة للدولة والمديرية العامة للجماعات المحلية وصندوق الحسن الثاني للتنمية الاقتصادية والاجتماعية. |
| صورة                | الاستاد الوطني الجديد في اليابان                        | 2015 - 2019   | طوكيو، اليابان                   | قيد التنفيذ | أعلنت اللجنة الأولمبية في اليابان عام 2012 عن مسابقة لتجديد وتطوير الاستاد الوطني في طوكيو، أو ما يُعرف بجوهرة 2020، لخدمتها في مارثون استضافة دورة الألعاب الأولمبية 2020. وأعلن بعض المسؤولون أن تكلفة إنشاء هذا الاستاد، مستضيف الأولمبياد ستتجاوز ملياري دولار، 2.1 مليار دولار، أي ما يقرب من ضعف التكلفة التقديرية الأولية وسيكتمل تشييده بعد شهرين من المدة المحددة سلفًا. وقال توشيرو موتو الرئيس التنفيذي للجنة المنظمة للدورة الأولمبية أن بناء الاستاد الوطني سيبدأ في تشرين الأول/أكتوبر 2015 وينتهي في أيار/مايو 2019. وأنه يتم تنفيذ السقف القابل للطي حتى بعد انتهاء الأولمبياد، وسيتم تصميم 15 ألف مقعد من بين 80 ألف هي سعة الاستاد بشكل متحرك وبسيط عكس ما كان عليه التصميم الأصلي وسيقلل ذلك من التكاليف. ويعاني بناء الاستاد الجديد، الذي سيحل بدلًا من الاستاد الذي استضاف أولمبياد 1964 وتم هدمه، من مشكلات كثيرة بسبب الارتفاع الضخم في تكاليف البناء وطريقة تمويله، وكذلك تعرض تصميمه لانتقادات بسبب تكاليفه الباهظة وغير مناسبته للمنطقة المحيطة به. |
|                     | كورون متحف جبل ميسنر                                    | 2015          | جبل كرونبلاتس، إيطاليا           | نفذ         | يهدف المشروع إلى تنفيذ النسخة السادسة من متحف جبل ميسنر، حيث كانت هناك نسخ سابقة منه. |
| صورة                | مركز الملك عبد الله للدراسات والبحوث البترولية كابسارك  | 2016          | الرياض، السعودية                 | قيد التنفيذ | يقع المركز في الرياض بجانب جامعة الأميرة نورة بنت عبد الرحمن على أرض مطار الملك خالد الدولي شمال مدينة الرياض. وافُتتح رسميًا من قبل الملك سلمان بن عبد العزيز في 20 كانون الثاني/يناير 2016. |
| صورة                | ستاد الوكرة في قطر                                      | 2016 - 2018   | قطر                              | قيد التنفيذ | قدمت زها حديد تصميمًا، وصفه البعض مثيرًا للجدل، لاستاد الوكرة ليكون مؤهلًا لاستضافة دور المجموعات ودور الستة عشر والدور ربع النهائي ضمن بطولة كأس العالم لكرة القدم 2022. ومن المتوقع أن ينتهي العمل في الاستاد خلال الربع الأخير من سنة 2018، حيث سيبلغ ارتفاعه 48 مترًا. وسيتحول مرافق الاستاد، في الأيام التي لا تشهد مباريات الدوري، إلى مركز مجتمعي، يُوفر مناطق مغطاة ومبردة للتنزه والجلوس لسكان الوكرة وزوارها. وستُوفر المساحات المخصصة للمكاتب مقرات لمؤسسات ولجان رياضية مختلفة. كما ستتميز أرضية الملعب بعشبها الطبيعي، كما ستكون مبردة لدرجة حرارة مثالية تصل إلى 26 درجة مئوية. وبالمثل، يعمل تصميم الاستاد على توفير أقصى درجات الراحة للجماهير، حيث سيتم تبريد المدرجات بدرجات حرارة تتراوح ما بين 24 إلى 28 درجة مئوية. وعقب نهاية كأس العالم، سيتم تفكيك الجزء العلوي المُركب من مدرجات ستاد الوكرة بمقاعده البالغ عددها 20 ألف مقعد ليتم التبرع به إلى الدول النامية التي تفتقر إلى البنية التحتية الرياضية. |
| صورة                | مركز التراث العمراني                                    |               | الدرعية، السعودية                | قيد التنفيذ | فازت مدينة الدرعية السعودية بآخر تصاميم الراحلة زها حديد، عبر مشروع مركز التراث العمراني بحي الطريف بالدرعية. واستوحت زها حديد تصميم مركز التراث العمراني من الكثبان الرملية والبيئة التراثية. ويُعد حي الطريف أهم معالم الدرعية التاريخية، والعنصر الأساسي للتطوير فيها، فقد كان مقرًا لسكن الإمام محمد بن سعود وأسرته، ومقرًا للحكم في الدولة السعودية الأولى. ويحتضن أهم معالم الدرعية وقصورها ومبانيها الأثرية، ومن أبرزها قصر سلوى ومسجد الإمام محمد بن سعود ومجموعة كبيرة من القصور والمنازل، إضافة إلى المساجد الأخرى والأوقاف والآبار والأسوار والمرافق الخدمية. |

## المباني المدنية
| الصورة | العنوان               | العام      | الموقع                  | الحالة   | الوصف |
| ------ | --------------------- | ---------- | ----------------------- | -------- | --- |
|        | قصر هالكين            | 1985       | لندن                    | لم يُنفذ. | يعكس المشروع وجهة نظر نمطًا جديدًا للحياة، وتم تقديمه في يناير 1986. |
|        | فندق ومجمع سكني       | 1990       | أبوظبي                  | لم يُنفذ. | حاولت محاكاة العديد من المدن الأمريكية في شكل الشبكي الذي يجمع فندق ومجمع سكني في وسط أبو ظبي. وكان من المتوقع أن يتم تضمين نادي وقاعة مؤتمرات وأماكن ترفيهية ومتاجر. |
|        | جسر سبتلياو           | 1994- 2005 | فيينا، النمسا           | نُفذ.     | عُد هذا المشروع ضمن خطة تنشيط وبناء مجمع سكني في الميناء. وتم بناء مجمع من ثلاثة أجزاء في خط السكك الحديدية السابق. وكان بمثابة شكل معقد من جسر يُشكل نظرة جديدة. |
|        | فيلا لاهاي            | 1991       | لاهاي                   | لم يُنفذ. | تصميم مشروع سكني لأسرة واحدة على غرار فيلا، حيث تم تقديم تصميم لاهاي على حافة حضرية في بناء المشروع، والذي كان مقررًا لاثنين من التصاميم المختلفة لثمانية فلل. |
| صورة   | كابيتال هيل           | 2001- 2006 | موسكو، روسيا            | نُفذ.     | تم تصميم إحدى مقرات الإقامة في موسكو باسم كابيتال هيل لعميل خاص. وتم بناء الفيلا الخاصة في بارفيكا بالقرب من مشروع الغابات بموسكو. والمشروع هو نموذج للجناح الروسي في عام 2008. تم بناء الجزء الأول من المشروع على هيئة قطعتين اثنين تحت سطح الأرض، في حين أنه تم تقديم الجزء الثاني على شكل برج أعلاه. |
| صورة   | مقر إقامة بكاليفورنيا | 2003       | كاليفورنيا، سان دييجو   | متوقف.   | تم تصميم البناء لأحد العملاء على جانب واحد من البحر. |
| صورة   | فيلا كانشنت           | 2006       | زيورخ، سويسرا           | متوقف.   | تم تصميم البناء لأحد العملاء. وقد تكون من اثنين من المباني السكنية المجاورة لبعضها البعض في مشروع الفيلا في مبنى مكون من ثلاثة طوابق، والذي عكس ديناميكية ونشاط. |
| صورة   | فيلاتا نسيم           | 2007       | سنغافورة                | متوقف.   | تم تصميم فيلتي نسيم ضمن مشروع الشرفة الجبلية. وفي الطابق العلوي، تم وضع خطة بناء تختلف عن بعضها البعض، ولكنها تتماشى مع حدود القاعدة بالطابق الأرضي. ويمنح كل من المظهرين الداخلي والخارجي للمبنى اثنان من المبنى، وذلك لضمان التفاعل بين رواده.                                                        |
| صورة   | فيلا دي               | 2008       | جزر توركس وكايكوس       | متوقف.   | مشروع فيلا خاصة، يُمكن أن تستخدم كفندق ومجمع ساحلي. علمت هندسة المناظر الطبيعية على خلق جو أنيق جنبًا إلى جنب مع المناظر الطبيعية. |
| صورة   | فيلا سمبيوتك          | 2008       | تايبيه، تايوان          | متوقف.   | تم تقديم مشروع الفيلا لأول مرة ليعطي كل جزء من المبنى انطباع مختلف ويخلق نوعًا من الإبداع للاستفادة من التفاصيل التي وُضعت بعناية لضمان الإضاءة الطبيعية عالية في أحجام مختلفة، كما وُضعت العديد من النوافذ في جدران المبنى.                                                                               |
| صورة   | 1000 متحف             | 2012       | ميامي                   | متوقف.   | مشروع مبنى سكني مكون من 60 طابقً في وسط المدينة في بوليفارد، مع ارتفاع 215 مترًا وعمق 52 مترًا. |
| صورة   | 520 ويست              | 2013       | نيويورك                 | متوقف.   | مشروع بناء سكني مكون من أحد عشر طابقًا في شكل بنائي متداخل. وقد استخدمت الهياكل مع بعض الزوايا الحادة في تصميم المبنى. |
|        | نعمة التتويج          | 2014       | بريزبان، أستراليا       | متوقف.   | مجمع سكني في بريزبان بأستراليا بالقرب من نهر بريزبان، مكون من ثلاث ناطحات سحاب. يحتوي المجمع على برجين مكونين من 24 طابق، إضافة إلى برج آخر مكون من 27 طابقًا. وقد تمت الموافقة على المشروع من قبل مجلس مدينة بريزبان. وقد بدأ البناء في عام 2015.                                                       |
| صورة   | سيتيلايف ميلانو       | 2004- 2014 | ميلانو، إيطاليا         | نُفذ.     | يتكون المجمع السكني سيتيلايف ميلانو من خطوط منحنية. شملت مباني المجمع ارتفاعات ما بيت خمسة وسبعة عن الأرض. وتبدو المباني مثل حركة ثعبان منحني من جهة الشرفات وأسطح المباني مع دوران يُعطي نظرة ناعمة وأنيقة.                                                                                             |
| صورة   | ديليدون سنغافورة      | 2007- 2014 | سنغافورة                | متوقف.   | مجمع سكني يتكون من سبعة ناطحات سحاب على شكل زهرة، حيث تبلغ كل واحدة منهن 150 مترًا، مع فيلات خاصة ومراكز خدمية وحمام سباحة وملعب تنس. وكذلك يضم 1715 شقة، والتي تتراوح بين فناء دوبلكس صغير فيما بينهما.                                                                                                 |
| صورة   | كازا أتلانتيكا        | 2015       | ريو دي جانيرو، البرازيل | متوقف.   | يتكون المشروع السكني من 11 طابق، ويقع بالقرب من شاطئ كوباكابانا. وسيتم وضع حمام سباحة على سطح المبنى. |
| صورة   | سيفرا سيتي سنتر       | 2015       | مونتيري، المكسيك        | لم يُنفذ. | قامت زها حديد بتصميم المشروع الأول لها بالمكسيك. ويتكون المشروع من شكل متموج مع المباني السكنية وحديقة عامة تغطي مساحة قدرها 30000 متر مربع، مع ساحة انتظار للسيارات. ويتكون كل مبنى من 9 طوابق. |

## التصميمات الداخلية وهندسة الديكور
| صورة | العلامة                | النوع      | العام               | الحالة   | الوصف |
| ---- | ---------------------- | ---------- | ------------------- | -------- | --- |
| صورة | مطعم مونسون            | 1989–1990  | سابورو، اليابان     | نُفذ      | تصميم داخلي للمطعم مع طاولات على هيئة شظايا حادة من الجليد وبلازما من الأرائك البيومورفيك.                                                                 |
| صورة | إتليه نوتفاي           | 2006       | باريس، فرنسا        | نُفذ.     | تصميم إتليه نوتفاي في وسط باريس. وقد عُد مشروعًا فريدًا من نوعه، حيث تم تصميم ورشة عمل ومعمل للزوار لإعطائهم الفرصة للمشاركة في إعداد وحياكة الملابس اليومية. |
| صورة | نيل باريت              | 2008       | طوكيو               | نُفذ.     | تصميم بوتيك دار أزياء نيل باريت في طوكيو. وجاء التصميم في شكل دائري فضائي ليخدم في استقبال العملاء دون زحام.                                               |
| صورة | صالون بوب أب           | 2012       | لندن                | نُفذ.     | كانت المناطق الداخلية من الصالون النسائي أحادية اللون. كما كانت النماذج على شكل مروحة باللونين الأسود والأبيض.                                             |
| صورة | بوتيك ستيورات ويدزمان  | 2013       | ميلانو، إيطاليا     | نُفذ.     | متجر أحادي اللون، حيث صنعت حديد الجدران من الألياف الزجاجية. تم التصميم ليتناسب مع منحنى الزبائن مع نظام متكامل للشكل النمطي.                              |
| صورة | منزل دونالد ماك دونالد | 2013- 2014 | هامبورغ، ألمانيا    | لم يُنفذ. | تم تصميم البناء وتزيينه داخليًا ليشتمل على خمسة أقسام تطل على البحر مع الإضاءة الطبيعية. وكذلك تم تطعيمه بالأثاث الخشبي لتبدو الغرف أكثر اتساعًا.            |
| صورة | نيل باريت شوب إن شوب   | 2013       | سول، كوريا الجنوبية | نُفذ.     | تصميم متجر نيل باريت شوب إن شوب، حيث جاء التصميم في شكل خطوط منحنية شبيهه بدار الأزياء في طوكيو والتي تحمل نفس الاسم.                                      |
| صورة | متحف علوم لندن         | 2014- 2016 | لندن، إنجلترا       | متوقف.   | متحف معرض العلوم والرياضيات في لندن هو أهم معرض في العالم بميزانية تبلغ 7.5 مليون جنيه إسترليني.                                                           |

## تصميم المشاريع الأخرى
| الصورة | العلامة                   | العام      | المكان                    | الحالة | ملاحظات |
| ------ | ------------------------- | ---------- | ------------------------- | ------ | --- |
|        | الخيام والستائر           | 1985       | ميلانو، إيطاليا           | نُفذ.   | عرض متحف ترينالي بميلانو الستائر والخيام التي قدمتها حديد ذات الطابع الفكتوري مع التناقض بين التفاصيل الداخلية الحديثة.                                                                                         |
| صورة   | منشآت كيوتو               | 1985       | كيوتو، اليابان            | نُفذ.   | [ 182 ] [ 183 ] |
| صورة   | فولي 3                    | 1990       | أوساكا، اليابان           | نُفذ.   | فولي أو حماقة في ساحات معرض إكسبو 90: سلسلة من العناصر المضغوطة التي تنصهر لتتوسع في المناظر الطبيعية وتكسر حركة المشاة." تصف حديد النحت بأنه تجربة على نطاق نصفي لمحطة فيترا للإطفاء.                          |
| صورة   | اليوتوبيا العظيمة         | 1992       | نيويورك، الولايات المتحدة | نُفذ.   | نظم متحف سولومون غاغينهايم مشروع تصميم معرض اليوتوبيا العظيمة والذ يجاء على شاكلة ماليفيتش تيكتونيك. |
|        | ألة الغسيل، اختراع العالم | 1996       | فيينا، النمسا             | نُفذ.   | جاء التصميم على هيئة أشكال أفلاطونية المثالية حيث إظهار التفاصيل وتبيان الهندسة المعمارية. وجاءت جدران مساحة المعرض للتأكيد على هذا المنظور.                                                                    |
|        | بيبر آرت، ذا بيك          | 1996       | دورن، ألمانيا             | نُفذ.   | جاء تصميم المعرض وفقًا لتصميم منطقة المشروع مع أثر إقليمي ثابت. |
|        | ماسترز سكشن               | 1996       | فينسيا، إيطاليا           | نُفذ.   | عرض ماسترز سكشن في قاعة المعرض القطع الناقص على شكل يبدو وكأنه شرفة صغيرة. |
| صورة   | ساليري سول تراس دي موزارت | 2004- 2005 | ميلانو، إيطاليا           | نُفذ.   | عمل مشترك بين زها حديد وشريكها باتريك شوماجير بالتعاون مع هربرت لايشماير. |
| صورة   | كريست                     | 2014       | لندن                      | نُفذ.   | جاء تصميم كريست في فنادق ميليا الدولية حيث بنيت بركة صغيرة في حديقة متحف فيكتوريا وألبرت. |
| صورة   | أكوا                      | 2012       | لندن                      | نُفذ.   | أكوا في سوق شارع دوفر، تزامنًا مع دورة الألعاب الأولمبية في لندن 2012. وجاء تنفيذه عشية تنفيذ مركز الألعاب المائية بلندن.                                                                                        |
| صورة   | أورا                      | 2008       | فينسيا، إيطاليا           | نُفذ.   | أورا- فيلا ملكونتنتا احتفاءً بالذكرى السنوية الـ500 لأندريا بالاديون، وهي قريبة التصميم والديكور من فيلا فوسكاري، حيث تم توظيف الأبعاد التوافقية للموجات التي تُمثل فترات الموسيقى.                               |
| صورة   | إليستيكا                  | 2005- 2013 | ميامي، الولايات المتحدة   | نُفذ.   | جمعت بين بناء ميامي بتاريخ 1921 والمميزات المعمارية الرئيسية للمبنى الحالي المكون من أربعة طوابق على أعمدة. تم تصميم الأرضيات بشكل مرن مع تركيب الأعمدة البلاستيكية في الردهة المركزية.                         |
| صورة   | تشكيلات دون               | 2007       | فينيسا، إيطاليا           | نُفذ.   | جاءت التشكيلات الكثبانية دون بفينيسا وتصميمها الداخلي والأثاث في أشكال غير تقليدية. |
| صورة   | سيتكو                     | 2012       | ميلانو، إيطاليا           | نُفذ.   | أثبت تصميم وتركيب الرخام في سيتكو وحدة من جمال الطبيعة. |
| صورة   | سيروس                     | 2008       | سينسيناتي، أوهايو         | نُفذ.   | جاء تصميم سيروس ليكون قريب الشبه من مركز روزنتال للفن المعاصر، حيث تم عمل جدار معرض على الأرض، في سرعة تتأرجح منها الخطوط التنفيذية للمشروع.                                                                    |
| صورة   | بناء ليلاس                | 2007       | لندن، إنجلترا             | نُفذ.   | جعل التصميم الداخلي للبناء ليتماشى مع المنظور الصيفي في بناء أعوج. يصل ارتفاعه إلى 5.5 مترًا وتم تثبيته في منطقة الباحة بالمعرض. يقدم أربعة جوانب كالمظلات.                                                      |
| صورة   | إيديال هاوس               | 2007       | كولونيا، ألمانيا          | نُفذ.   | يعرض إيديال هاوس أو المنزل المثالي في كولونيا بألمانيا المساحة المعيشية المثالية المتاحة للناس مستقبليًا. |
| صورة   | بناء بريما                | 2013       | فايل آم راين، ألمانيا     | نُفذ.   | بني بأمر من سواروفسكي فيترا وكان بمثابة الاحتفال بالذكرى الـ20 للحرم الجامعي بفيترا. وتم عمل التصميم عبر تجميعات تكوينات مختلفة، وتكون قادرة على الاستناد على العناصر الخمسة لمحطة إطفاء الحريق فيترا بألمانيا. |
| صورة   | بلوزموز طوكيو             | 2006       | طوكيو، اليابان            | نُفذ.   | يُشكل بلوزموز تفاعل الجاذبية مع الأراضي الشاسعة، كما عكستها موهبة المهندس المعماري. وقد لعبت العمارة دورًا في هذا العمل، كما لو كانت تُمثل منعطف الكائنات.                                                         |
| صورة   | العالم                    | 2007       | لشبونة، البرتغال          | نُفذ.   | العالم أو السيولة التامة أو الفراغات الحضرية في عام 2007 هو تصميم يُبرز مساحة لغة التصميم المورفولوجية التي وضحها عمل المهندس المعماري.                                                                          |
| صورة   | سديم الحضر                | 2007       | لندن                      | نُفذ.   | عُد جزءًا من مهرجان لندن للتصميم في أيلول/سبتمبر 2007، وتم بناءه في إقليم الساحل الجنوبي. يبدو مع تركيب الكتل الخرسانية الجدارن وكأنها موجة.                                                                      |
| صورة   | أروم                      | 2012       | فينيسا، إيطاليا           | نُفذ.   | عمل مشترك بين زها حديد وشريكها باتريك شوماجير في معرض العمارة الدولي الثالث عشر. |
| صورة   | منحوتة ويلر               | 2008       | هونغ كونغ                 | نُفذ.   | ساحة مدينة الفنون ويلر هي تلك المدينة التي أعدت للشراء من هونغ كونغ كمثال لنحت ضخم. ويتم استخدامها كمقاعد بديلة في الأماكن الأكثر كثافة.                                                                        |
| صورة   | زذ ستريم                  | 2012       | ينشكومبي                  | نُفذ.   | زذ ستريم بقعلة سادلي. تم تثبيت قاعدته في عام 2004؛ والعمل على تطويره في عام 2012 كجزء من العرض التجديد السنوي.                                                                                                  |

## عالم الموضة[218]
| صورة | العلامة         | النوع         | العام | الحالة | الوصف |
| ---- | --------------- | ------------- | ----- | ------ | --- |
| صورة | دار لوي فويتون  | حقيبة يد      | 2006  | تم     | تعاونت حديد مع دار لوي فيتون لإنتاج حقيبة تحمل العلامة ذاتها، حيث ابتكرت حديد حقيبة على شكل دلو من البلاستيك الأبيض المصبوب، وغطت داخلها بالجلد بلون قرمزي.                                    |
| صورة | لاكوست          | حذاء          | 2008  | تم     | تعاونت حديد مع علامة لاكوست وأطلقت حذاءً بلسان طويل من الجلد الناعم يلتف حول الساق. |
| صورة | سواروفسكي       | عقد           | 2008  | تم     | استوحت حديد تصاميم قلادات من الفضة لعلامة سواروفسكي. |
| صورة | ميليسا          | حذاء بلاستيكي | 2008  | تم     | تعاونت حديد مع علامة ميليسا البرازيلية وصممت حذاءً بلاستيكيًا يُحاكي الهياكل المعمارية. |
| صورة | سواروفسكي       | أساور         | 2010  | تم     | استوحت حديد تصاميم أساور من الكريستال بألوان دافئة مشرقة لعلامة سواروفسكي. |
| صورة | يونايتد نيود    | حذاء نوفا     | 2013  | تم     | عملت حديد مع أحذية يونايتد نيود، وأثمر أول تعاون بينهما على إطلاق أحذية نوفا عام 2013، وهو حذاء من الفينيل مطلي بالكروم المطاط مع الجلد من الخارج، بمنصة خفيفة وكعب مصنوع من الألياف الزجاجية. |
| صورة | كاسبيتا         | مجوهرات       | 2013  | تم     | تعاونت حديد مع دار كاسبيتا لتصميم خواتم من المعادن النفيسة. |
|      | جون جنسن        | مجوهرات       |       | تم     | تعاونت حديد مع مجوهرات جون جنسن الدنماركية لتطلق تصاميمًا من الفضة النقية تركز على النحت، وتكرار منحنيات الجسم، بالإضافة لتضمينها الروائع المعمارية.                                            |
| صورة | دار فندي        | حقيبة         | 2014  | تم     | أعادت حديد تعريف حقيبة بيكابو عام 2014 من أجل المشروع الخيري الذي أطلقته علامة دار فندي آنذاك وقد بيعت الحقيبة في مزاد دار سوثبي، وذهبت الأموال لصالح الأطفال.                                 |
| صورة | أديداس          | حذاء          | 2015  | تم     | عملت حديد على تصميم الأحذية الرياضية أديداس أوريجينالز سوبر ستار مع فاريل ويليامز. |
| صورة | عزيز ووليد مزنر | مجوهرات       | 2016  | تم     | تعاونت حديد مع دار المجوهرات اللبنانية عزيز ووليد مزنر، وأُطلقت المجوهرات عام 2016. |